# Pehr Gustaf Nylén

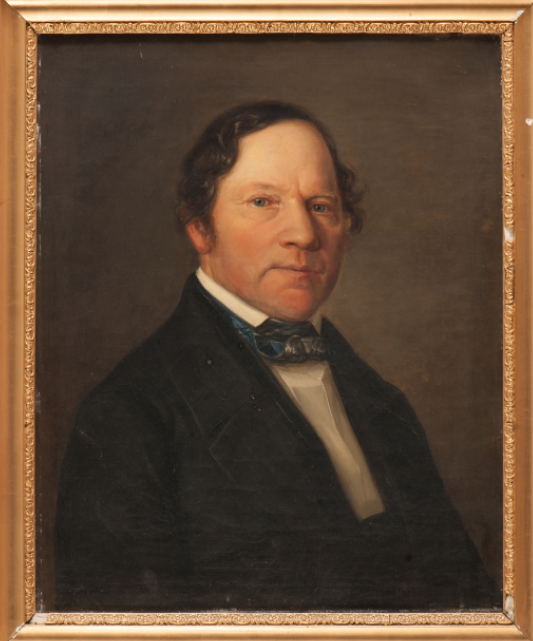
Pehr Gustaf Nylén

Pehr Gustaf Nylén (* 1. Februar 1793 in Falun; † 17. April 1870 in Stockholm) war ein schwedischer Kapitän und Ehrenbürger der Stadt Lübeck.

## Leben
Pehr Gustaf Nylén wurde am 1. Februar 1793 in der schwedischen Bergwerksstadt Falun geboren. Er wuchs bei seinen Eltern und mit fünf Geschwistern in Falun auf. Seit 1806 fuhr er zur See.  Er heiratete Charlotte Gültzer, die Tochter eines gebürtigen deutschen Schiffers, und zog mit ihr 1830 nach Stockholm. Von dort aus war er als Schiffskapitän erster Klasse tätig und bereiste Nordamerika, St. Barthélemy und Ostindien, womit er auf wichtigen Handelsrouten eingesetzt wurde.

Gauthiod vor Travemünde

Von 1838 bis 1869 befuhr er für die Stockholmer Reederei Schön & Co. regelmäßig die Strecke Stockholm – Kalmar – Ystad – Lübeck, die älteste Linienverbindung Nordeuropas, ab 1841 mit dem Raddampfer Gauthiod, danach mit der Bore und ab 1858 mit dem Neubau Svea. Die Route war die wichtigste Verbindung Schwedens mit Kontinentaleuropa. Anfang Juli 1841 nutzte Jenny Lind sie für den ersten Abschnitt ihrer Reise nach Paris; 1849 fuhr die Grafikerin Maria Röhl mit dem Schiff und nutzte die Reise für ein Porträt Nyléns. Heinrich Smidt beschreibt eine Reise auf der Gauthiod von Stockholm nach Ystad in seinen 1853 erschienenen Buch Scandinavische Kreuz- und Querzüge.
Nylén wurde 1860 zum Ritter des Wasaordens ernannt. Im gleichen Jahr verlieh ihm der Verein Hamburgischer Assecuradeure (Schiffsversicherer) eine goldene Medaille in Anerkennung treuer Pflichterfüllung. Aus Anlass seines 25-jährigen Jubiläums in dieser Position regte die Handelskammer Lübeck „als Zeichen der Anerkennung seiner Verdienste um die Unterhaltung und die den hiesigen Handels- und Schiffahrtsinteressen förderliche Entwickelung des Dampfschiffahrtsverkehres zwischen Lübeck und Schweden“ die Verleihung der Ehrenbürgerschaft an den Kapitän an. Der Senat folgte der Empfehlung, und Pehr Gustav Nylén wurde am 22. November 1862 Ehrenbürger Lübecks.
Pehr Gustaf Nylén verstarb am 17. April 1870 in Stockholm. Er war der Schwiegervater des Malers Josef Albert Soult Berg. Seine heutigen Nachfahren sind teilweise in Deutschland ansässig.
Nyléns Briefwechsel mit seiner Frau bildet die Grundlage für Lotten Dahlgrens Buch Gubben Nylén. Brev från en svensk sjöman (1920).